# Bosoniden
De Bosoniden zijn een adellijke familie uit de Karolingische periode. Deze familie stamt af van Bivinus en kende haar hoogtepunt in de 9e en 10e eeuw, toen de familie zowel de keizerskroon als kroon van Frankrijk en Provence verkregen. Door sommige onderzoekers wordt de familie in drie takken ingedeeld, met name de Biviniden, Hubertianen en Warnerianen, die elk een grote rol speelden binnen de Europese geschiedenis na de val van het Karolingische Rijk. De laatste tak van de familie, de Warnerianen, verdween in de tweede helft van de 11e eeuw.

## Biviniden

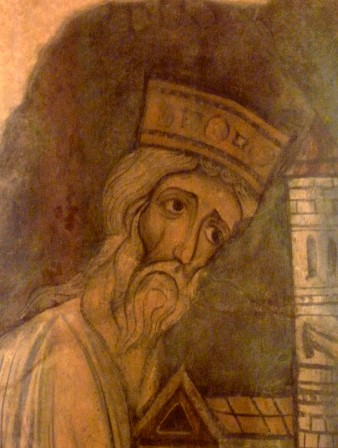
Fresco van koning Boso van Provence in de abdij van Charlieu, 12e eeuw.

De tak van de Biviniden stamt af van Bivin, de zoon van Bivinus, en verschijnt voor het eerst in de annalen aan het begin van de 9e eeuw. Zijn beide zonen, Boso en Richard waren belangrijke vertrouwelingen van Karel de Kale en Lodewijk de Stamelaar, koningen van West-Francië, waarbij Boso zijn zus Richildis uithuwelijkte aan Karel de Kale en zelf huwde met Ermengarde der Franken, dochter van de Frankische keizer Lodewijk II van Italië. Hierdoor werd Boso een machtige hoveling en daarnaast was hij grootgrondbezitter in Provence en Bourgondië. Boso was ook wereldlijke heer van de machtige abdij van Sint-Mauritius in Agaunum, strategisch gelegen in het huidige Wallis.
Na de dood van Lodewijk de Stamelaar probeerde Boso, als niet-Karolinger, om zichzelf koning van West-Francië te laten verkiezen, maar dit lukte enkel in Bourgondië en Provence, de traditionele machtsbasis van de Biviniden. Hiertegen kwam al snel verzet, niet alleen van de zonen van Lodewijk de Stamelaar, Lodewijk en Karloman in West-Francië, maar ook van zijn broer, Richard de Rechtsbrenger, die zelf een machtsbasis aan het uitbouwen was in Zuid-Frankrijk vanuit het hertogdom Bourgondië.
Na de dood van Boso in 887 ontstond een Karolingisch machtsvacuüm in West-Europa, aangezien twee van de drie zonen van Lodewijk de Stamelaar van West-Francië al overleden waren, net zoals keizer Karel de Dikke in Oost-Francië, die stierf zonder erfgenamen. In dat vacuüm werden een aantal koningen verkozen in delen van het Frankische Rijk, waaronder de zoon van Boso, Lodewijk, die quasigeadopteerd was door Karel de Dikke. Na zijn succesvolle verkiezing tot koning van Provence in 890, probeerde hij in 900 zijn macht uit te breiden in Italië ten nadele van Berengar van Italië. Initieel slaagde hij daarin, hij werd immers in 900 gekroond tot koning van Italië en in 901 verkozen tot keizer. Daarna ging het echter snel bergaf met Lodewijk, die in 905 verslagen werd en blindgemaakt werd door Berengar, zodat hij nauwelijks nog een rol had te spelen op het politieke toneel tot zijn overlijden in 928.
Een neef van Lodewijk, Rudolf, zoon van Richard de Rechtsbrenger, werd na de dood van Boso zelf koning van Opper-Bourgondië, en maakte zichzelf koning van Frankrijk na de dood van zijn schoonbroer Robert. Na zijn dood kwamen de Karolingen, in de persoon van Lodewijk IV terug op de Franse troon, aangezien Rudolf overleed zonder erfgenamen. Hierna slaagde de Bivinidische tak er niet meer in om nog hoge posities te bekleden en verdween in de 11e eeuw.

## Hubertianen
De tak van de Hubertianen stamt af van de broer van Bivin, Hugbert, die in dienst stond bij keizer Lotharius I en Lotharius II. De zus van Hugbert, Theutberga, was in 855 gehuwd met keizer Lotharius, die haar, aangezien ze geen kinderen kreeg, beschuldigde van incest, waarbij Theutberga de steun kreeg van onder andere de paus en Karel de Kale. Aan deze zaak kwam pas een einde na de dood van Lotharius.
De kleinzoon van Hugbert, Hugo, kende meer succes dan zijn grootvader. In dienst van Lodewijk de Blinde vocht hij in Italië, waar hij na de dood van Berengar in 924 zichzelf tot koning van Italië kroonde in 926. Hoewel zijn broer Boso hem de Italiaanse kroon betwistte, regeerde Hugo Italië zonder al te veel moeilijkheden tot 947. Zijn zoon Lotharius volgde hem zonder problemen op, maar overleed zonder erfgenaam in 950, waarop zowel Berengar II, kleinzoon van Berengar I en Otto I de koningskroon van Italië opeisten. In 962 overwon Otto I en lijfde het koninkrijk Italië in bij het Heilig Roomse Rijk en huwde hij de weduwe van Lotharius.

## Warnerianen
De derde tak van de Bosoniden, de Warnerianen, stammen af van de zus van Hugo van Italië, Tetburgis, en Warner van Troyes. De belangrijkste leden van deze tak waren de aartsbisschop van Arles Manasses in de 10e eeuw en de aartsbisschop van Vienne Theobold op het einde van de 10e eeuw. Hoewel deze tak er niet in slaagde om een koning of een keizer te produceren, stierven ze niet uit tot het einde van de 11e eeuw, omdat zij als enige tak erin slaagden om consequent mannelijke erfgenamen voort te brengen, iets waar de Hubertianen of Biviniden niet in slaagden.